# چرمخا (استان پودلاسکی)
چرمخا (به لهستانی:  Czeremcha) یک روستا در لهستان است که در گمینا چرمخا واقع شده‌است. چرمخا ۳٬۷۷۴ نفر جمعیت دارد.